# Prevalje, Lukovica
Prevalje so naselje v Občini Lukovica.